# Pardalotus striatus
Pardalotus striatus là một loài chim trong họ Pardalotidae.
Loài chim này có phạm vi phân bố gồm các loại môi trường sống từ rừng nhiệt đới núi cao đến khô cằn cây bụi, và được tìm thấy trong tất cả các khu vực của Úc, ngoại trừ một số trong những sa mạc Tây Úc.